# براونسبرغ-تشاتام (كيبك)
براونسبرغ-تشاتام (بالإنجليزية: Brownsburg-Chatham, Quebec)‏ هي بلدية محلية في كيبيك تقع في كندا في Argenteuil Regional County Municipality. يقدر عدد سكانها بـ 7,209 نسمة ومساحتها 255.20 كم2 .